# أناتولي كاغان
أناتولي كاغان (بالإنجليزية: Anatol Kagan)‏ هو مهندس معماري أسترالي، ولد في 4 أكتوبر 1913 في سانت بطرسبرغ في روسيا، وتوفي في 2 يوليو 2009 في Hunters Hill, New South Wales ‏ في أستراليا.